# 超級木材
超級木材（英語：Super Wood）為馬里蘭大學的兩名華裔科學家及其研究團隊發表的新技術產品，最早被刊登在《自然》雜誌第554冊第7693期（2018年2月22日）。
透過特殊的製成使其硬度達到普通木材的十倍，且成本便宜，被認為可能取代鋼材成為主要房屋建造材料。

## 原理
首先將木材放入沸騰的氫氧化鈉及亞硫酸鈉溶液並持續煮七天，以去除木材中45%的木質素，使木材的壓縮性提高。
接著在100℃的溫度下以500萬帕的壓力加壓一天，使得細胞壁互相擠壓成平板狀，增加密度、減少體積。